# Políptico do Arco da Calheta (Mestre de Abrantes)
O Políptico do Arco da Calheta é um conjunto de seis pinturas a óleo sobre madeira pintadas cerca de 1550-60 presumivelmente pelo pintor português do período do Maneirismo designado por Mestre de Abrantes que se destinou à Igreja de São Brás do Arco da Calheta, na Ilha da Madeira, onde ainda permanecem.
O Políptico do Arco da Calheta é constituido pelas pinturas Apresentação do Menino no Templo, Descida da Cruz, Ressurreição, S. Tiago Maior, Santa Catarina  e S. Brás e os Doadores. A pintura S. Brás e os Doadores inclui os retratos imaginados dos fundadores da capela, Brás Ferreira e Mécia Vaz, capela que deu origem mais tarde à Igreja de S. Brás.
Embora próximas estilisticamente, não parece haver unidade iconográfica entre as pinturas do Políptico de modo a terem constituído um único retábulo. Se a Apresentação do Menino no Templo, a Descida da Cruz e a Ressurreição estão claramente relacionadas com a vida de Jesus, e S. Brás e os doadores está relacionada com a invocação da igreja, não se conhece a relação de Santa Catarina e S. Tiago com as demais. Pelas medidas, as pinturas podem ter pertencido a um conjunto, ou podem ter sido adaptadas a um conjunto, pois têm sensivelmente as mesmas dimensões, sendo a Apresentação do Menino no Templo e S. Brás e os doadores mais largas, pelo que poderiam estar colocadas no centro, uma sobre a outra, ladeadas pelas restantes, duas de cada lado, ficando o Retábulo constituído por uma fiada de temas cristológicos e outra de temas de santos.:174
A proveniência destas pinturas não está claramente documentada, sendo o registo mais antigo conhecido o de 1577 relativo a um Retábulo oferecido pela Coroa à igreja matriz do Arco da Calheta, que não é esclarecedor pois se julga que as obras são de data anterior.:173-174 Na década de 1540, na Madeira, continuava-se a recorrer ao mercado flamengo, mas as pinturas religiosas começam a ser encomendadas preferentemente às oficinas de Lisboa. Uma das obras que marca esta mudança é o Retábulo da Matriz de Santa Cruz, atribuível a uma parceria lisboeta, e depois a oficina de Diogo de Contreiras terá realizado os quadros da Igreja Matriz de Machico, o Políptico da Igreja de S. Brás do Campanário e o Políptico da Capela da Madre de Deus do Caniço. O Retábulo da Matriz da Ponta do Sol, que se enquadra na obra do Mestre de Arruda dos Vinhos, e o Políptico do Arco da Calheta, atribuível ao Mestre de Abrantes, comprovam a predominância  da escolha dos pintores portugueses mais destacados desta época.:118-119

## História
A freguesia do Arco da Calheta foi desmembrada da Calheta, em 1472, ficando com sede na capela de S. Brás e tido como primeiro vigário o padre Pedro Delgado.
Depois, pelo alvará régio de 1572, no Arco da Calheta, onde já existia um capelão, foi criada uma paróquia. A pequena ermida foi transformada em capela-mor e foi acrescentada um novo corpo que ficou sendo a igreja paroquial.
Relativamente à Calheta, Gaspar Frutuoso, em cerca de 1584, refere a existência de uma "grossa fazenda" de Gonçalo Fernandes «com engenho de açúcar e muitas terras de canas, e grandes aposentos de casas e igreja com seu capelão», condizentes com a capacidade financeira para a encomenda de uma obra da envergadura do Político do Arco da Calheta.
Sobre pinturas há também o registo da ajuda real para o frete e coisas necessárias para o Retábulo oferecido pelo Fazenda Real para a igreja de S. Brás do Arco da Calheta em 1577-78.:67 O pagamento desta despesa do tempo de D. Sebastião não é esclarecedor porque as pinturas do Políptico parece terem sido executadas em data anterior e porque não é evidente a unidade temática entre elas para terem constituído um retábulo. Há ainda a referência ao conserto do Retábulo e Tabernáculo da capela-mor da Calheta em 1592.:72-73
Em meados do século XVIII iniciaram-se os trabalhos de construção duma nova igreja, que é a actual, tendo sido benzida solenemente no dia 1 de Janeiro de 1755.

## Sobre a autoria
A referência crítica a este núcleo de pinturas é escassa. Cayola Zagallo, em 1937, assinala-as pela primeira vez nos tempos modernos, descrevendo e indicando as medidas aproximadas de Descida da Cruz, Circuncisão (que é uma Apresentação no Templo), S. Brás e os Doadores e Ascensão (que é uma Ressurreição), integrando-as numa escola quinhentista portuguesa. As falhas na identificação iconográfica foram posteriormente por ele corrigidas e, baseado em Reynaldo dos Santos, adianta a hipótese de atribuição ao Mestre do Retábulo de Abrantes da Descida da Cruz, atribuindo S. Brás e os Doadores e Apresentação do Menino no Templo a uma escola portuguesa do 2º quartel do século XVI.
Eduardo Pereira realça a qualidade de algumas peças e acrescenta, sem precisar a fonte, que «Há quem filie a Apresentação, S. Brás e Ressurreição na Renascença italiana e Descida da Cruz na escola portuguesa de Grão Vasco». Assinala também a existência das tábuas de Santa Catarina e S. Tiago, que não foram até então objecto de estudo.
Mais recentemente as tábuas de Descida da Cruz, S. Bras e os doadores e Apresentação do Menino no Templo foram incluídas por Joaquim Oliveira Caetano na lista das obras atribuíveis ao Mestre de Abrantes.
Na análise de Descida da Cruz, Joaquim Oliveira Caetano considera que o Mestre de Abrantes faz uma síntese do flamengo Maarten van Heemskerck com os modelos de Gregório Lopes, e, atendendo à cronologia das obras, considera provável que o seu autor seja Cristóvão de Utreque, documentado entre 1534 e 1564, assim como se aproxima da fase mais recuada de Francisco de Campos.:175-176
Para Isabel Santa Clara, a influência de Heemskerck não parece ir além da intensidade dramática e da preferência pela concentração de elementos, não permitindo os dados disponíveis identificar o Mestre de Abrantes com Cristóvão de Utreque. Antes se inclina para a hipótese de se tratar de Cristóvão Lopes, sobretudo pela proximidade deste com os modelos do pai dele, Gregório Lopes. A hipótese de o Mestre de Abrantes poder ser Cristóvão Lopes foi levantada por Vítor Serrão, no que é acompanhado por José A. Seabra de Carvalho.:175-176

## Descrição

### Apresentação de Jesus no Templo

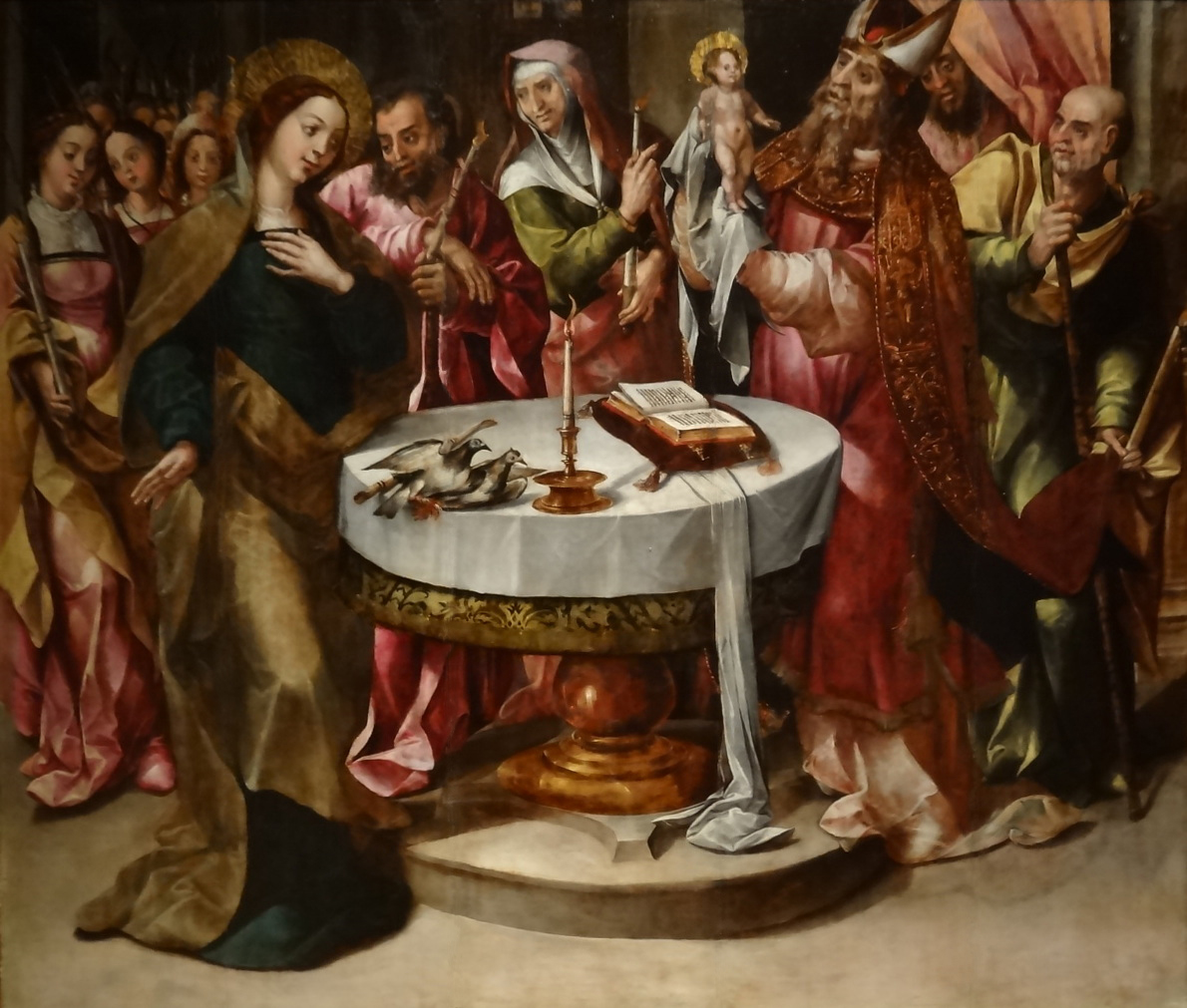
Apresentação no Templo (c. 1550-60), do Mestre de Abrantes, na Igreja S. Brás, no Arco da Calheta.

Apresentação de Jesus no Templo é uma pintura a óleo sobre madeira com cerca de 120 cm de altura e 140 cm de largura de cerca de 1550-60, que faz parte do Políptico do Arco da Calheta e representa obviamente o homónimo episódio bíblico.:178-179
A Apresentação do Menino no Templo segue a narração de Lucas 2:22–38, no momento em que Simeão levanta Jesus nos braços, com as mãos respeitosamente encobertas por um pano. Ocupando o centro da pintura, Ana, a profetisa, segura uma vela e aponta para o Menino Jesus dirigindo o olhar para Maria. É com este gesto premonitório que aparece em várias pinturas da época sobre o mesmo tema, ora apontando para a Virgem, ora para o Menino. A Virgem Maria numa atitude desenvolta ocupa o primeiro plano da metade esquerda da pintura tendo S. José a seu lado numa atitude de humildade e deferência. Por detrás de Maria vê-se um grupo de mulheres com velas acesas, associando assim a pintura o rito da Apresentação ao da festa da Candelária. Pelo tipo de indumentária, estas figuras femininas aproximam-se das que estão em segundo plano na Apresentação do Políptico da Capela do Salvador.:178-179
Simeão está representado como um sacerdote tendo a mitra a forma de crescente lunar para simbolizar o povo hebreu. A sua fisionomia assemelha-se à do Sacerdote da Circuncisão do mesmo Mestre de Abrantes (MNAA). A decoração do sebasto da sua capa tem evidentes afinidades com peças equivalentes de pinturas de Gregório Lopes. A figura representada no sebasto é a de Moisés segurando as Tábuas da Lei, o que era corrente nas pinturas sobre os rituais da lei judaica da Circuncisão e da Apresentação. Por detrás de Simeão surgem ainda duas figuras masculinas, uma semi-oculta pela cortina e outra que segura um bordão.:178-179
Sobre a mesa/altar circular estão duas rolas, ou pombas, um candelabro com uma vela acesa, e um livro aberto. O candelabro segue um modelo simples já usado por Gregório Lopes na Anunciação de Retábulo de Santos-o-Novo e na Circuncisão do próprio Mestre de Abrantes.
Joaquim Oliveira Caetano sintetiza referindo que «as figuras organizam-se a toda a altura do painel, rodeando a mesa circular, num entrechocar de panos quebrados. Os rostos, em cujos modelos ainda se reconhecem alguns tipos de [Gregório] Lopes, são marcados por um expressionismo acentuado e um desenho muito caracterizado».:178-179 Para Isabel Santa Clara, a ocupação de todo o painel pelas figuras num interior sem enquadramento arquitectónico não era prática nem de Gregório Lopes, nem dos Mestres de Ferreirim, nem do Mestre de Abrantes. Por este facto e porque a mitra de Simeão está cortada e falta espaço para definir o interior do templo, de que se veem apenas fustes das colunas e a base de duas janelas ao fundo, pode-se deduzir que a pintura foi em tempos truncada na parte superior.:178-179

### Descida da Cruz

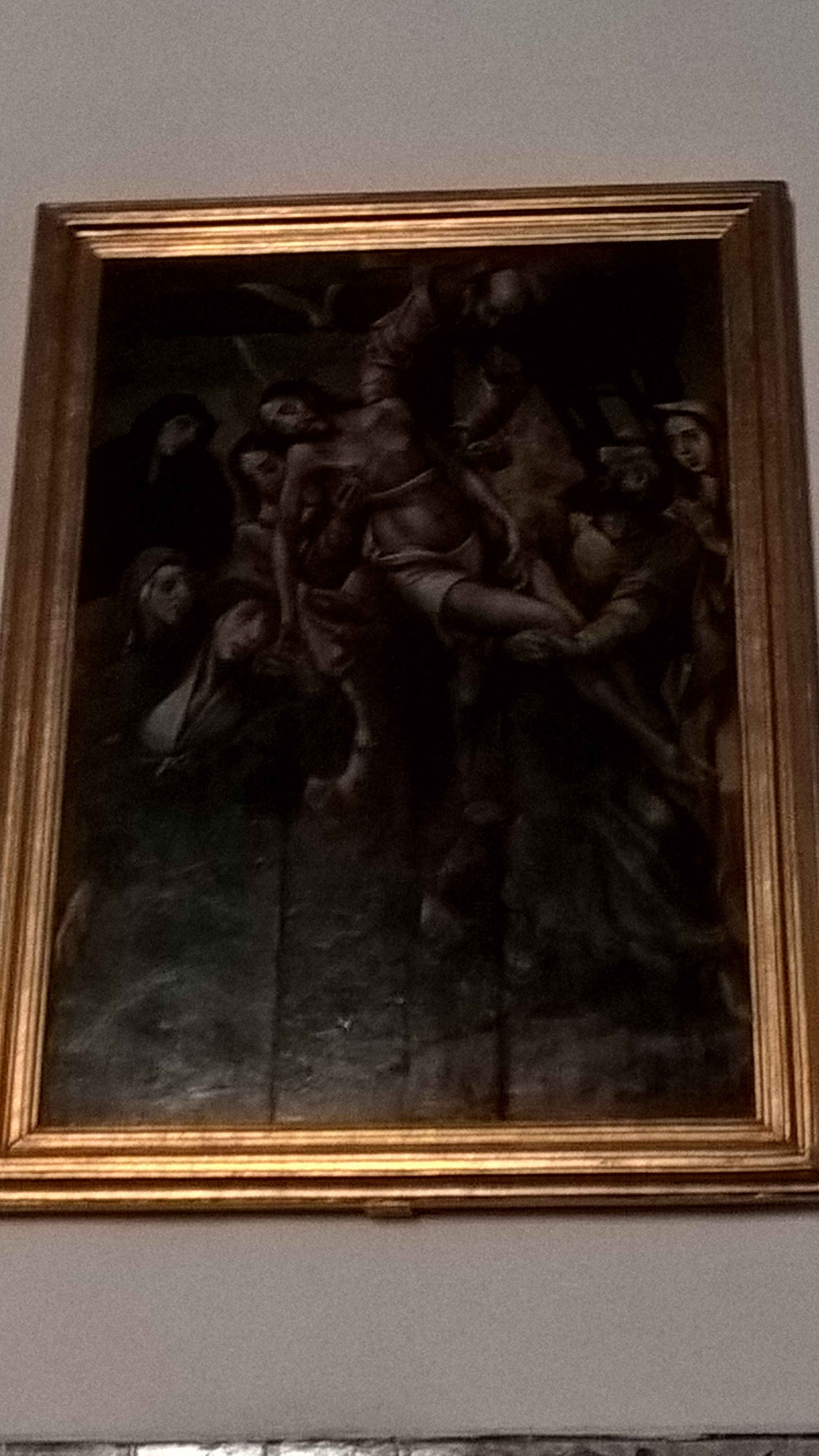
Descida da Cruz (c. 1550-60), do Mestre de Abrantes, na Igreja S. Brás, no Arco da Calheta.

Descida da Cruz é uma pintura a óleo sobre madeira com cerca de 120 cm de altura e 85 cm de largura de cerca de 1550-60, que faz parte do Políptico do Arco da Calheta e representa o homónimo episódio bíblico.:175-176
O corpo inanimado de Cristo amparado por São João e José de Arimateia revela através da contorção dos dedos de mãos e pés do rigor mortis um intenso sofrimento, recurso expressivo também presente na Deposição no Túmulo (c. 1540) do MNAA, atribuída a Gregório Lopes, e na Deposição no Túmulo da Misericórdia de Abrantes. Nicodemos com fisionomia semelhante à do S. José da Natividade do Museu de Évora debruça-se, num movimento acentuado, para desprender Cristo, sendo notória a semelhança, na fisionomia e na posição da cabeça, com o soldado do canto direito da Ressurreição.:175-176
As Santas mulheres encontram-se dos dois lados da cena. A Virgem está por terra e segura a mão do filho e encosta-a ao rosto numa derradeira despedida. O manto estende-se à frente dela ocupando grande parte do primeiro plano, solução também utilizada a Natividade do Políptico de Abrantes. Madalena está à direita vestida de rosa (de novo afinidade com o Calvário da Misericórdia de Abrantes), e as restantes do outro lado, representadas com maior sobriedade cromática.:175-176
Os braços da cruz estão colocados paralelamente ao cimo do painel, como no Calvário da Misericórdia de Abrantes, o que, aliado à aglomeração de figuras, diminui a possibilidade de definição perspéctica. Do horizonte apenas se vê, entre a escada e a cruz, uma vista sobre a cidade com árvores e edifícios presentes também na Ressurreição, num fundo obscurecido.:175-176
Para Joaquim Oliveira Caetano, nesta Descida da Cruz «é evidente a complexificação compositiva desta fase do pintor, com as figuras a ocuparem quase por completo o painel, numa movimentação desordenada, onde o ritmo constante das linhas quebradas e ondulantes dos panos criam fortes sequências rítmicas, que, no entanto, se não traduzem em linhas gerais de composição, o que dá a ideia geral de uma certa turbulência
organizativa da cena». Para Isabel Santa Clara, a agitação da cena não elimina uma nítida diagonal de composição definida pelo corpo de Cristo que polariza a atenção do observador.:176

### Ressurreição

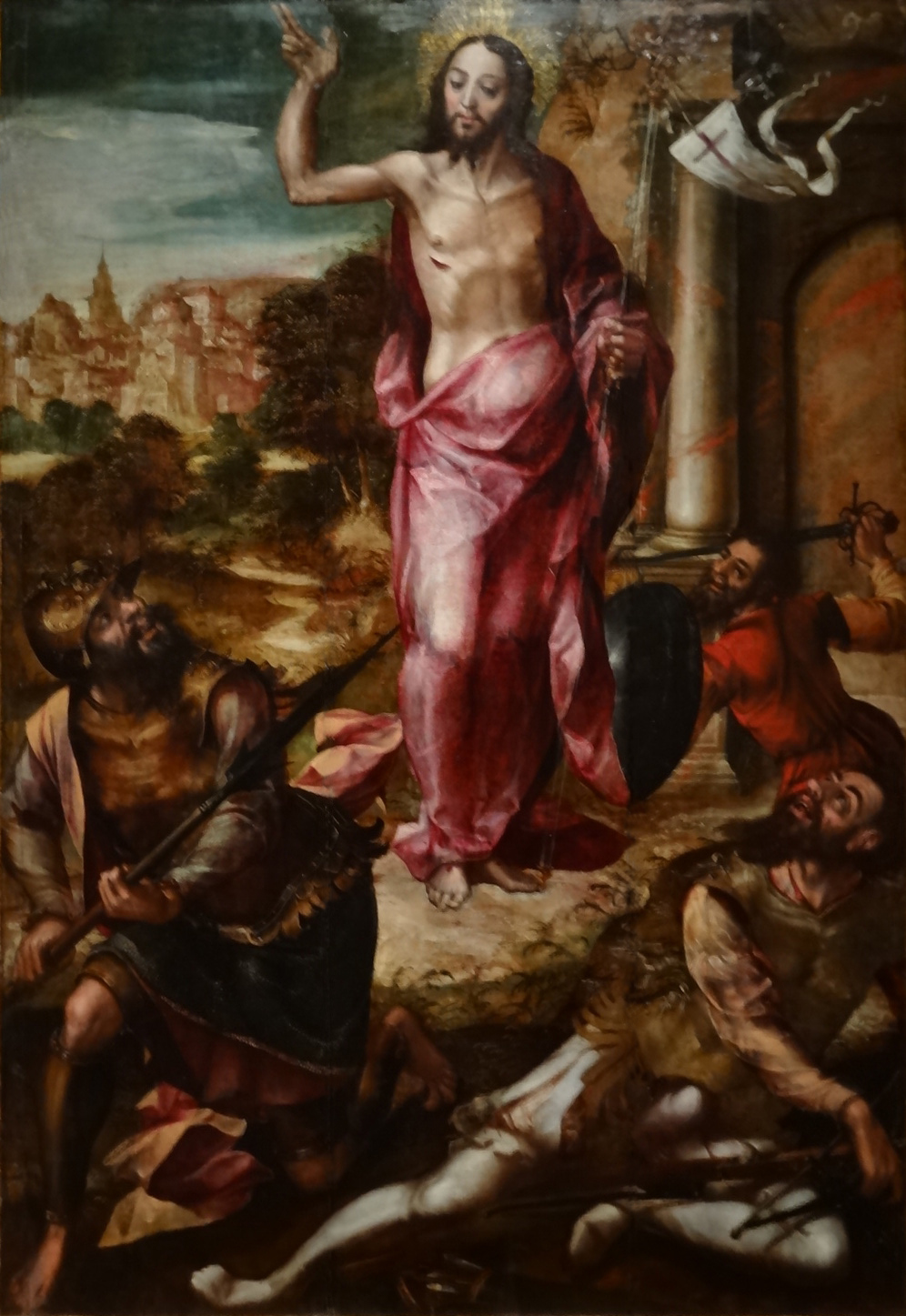
Ressurreição (c. 1550-60), do Mestre de Abrantes, na Igreja S. Brás, no Arco da Calheta.

Ressurreição é uma pintura a óleo sobre madeira com cerca de 120 cm de altura e 85 cm de largura de cerca de 1550-60, que faz parte do Políptico do Arco da Calheta e representa obviamente o episódio bíblico central da fé cristã da Ressurreição de Cristo.
Segundo Isabel Santa Clara, para a composição deste quadro o Autor inspirou-se claramente em dois painéis da Ressurreição de Gregório Lopes datados da década de 1540, o do Tríptico do Bom Jesus de Valverde e o do Retábulo de Santos-o-Novo.:177-178
Ao centro está a figura de Cristo envolta parcialmente num manto vermelho, em posição e postura idênticas à de Valverde, abençoando com a mão direita e segurando com a esquerda uma cruz estandarte com vara de cristal de rocha e um pendão a esvoaçar ao vento em idêntica ondulação. Neste caso, a figura está bem assente no chão com um volume amplo do torso e do manto que molda visivelmente uma perna e se desprende depois em pregas desenvoltas.:177-178
Três soldados agitam-se em torno de Cristo com torções acentuadas, remetendo as suas vestes e armaria também para as mesmas referências anteriores. A posição do soldado do canto direito segue a de Valverde segurando aqui uma besta; o da esquerda empunha uma lança, dando indicação de como estaria o resto da figura na tábua perdida de Valverde; um terceiro soldado de escudo e espada em riste aproxima-se da posição do soldado da direita de Santos-o-Novo.:177-178
No lado direito está o túmulo fechado que, também segundo Isabel Santa Clara, segue o modelo mais simplificado de Santos-o-Novo, sendo a coluna e base semelhantes às do arco do Encontro de Santa Ana e S. Joaquim (MNAA) presumivelmente do mesmo Autor e proveniente do Convento de Santa Clara de Santarém. Do outro lado, para além de uma zona de arvoredo avista-se uma imponente cidade (Jerusalém) cuja arquitectura lembra as dos fundos do Políptico do Mestre dos Arcos e do S. João Evangelista em Patmos.:177-178
Ainda antes do restauro a que a pintura foi entretanto sujeita, para Isabel Santa Clara adivinhavam-se coloridos vivos e contrastados nas roupagens e zonas iluminadas como a figura de Cristo, a coluna, o soldado em primeiro plano e a cidade em fundo, em contraste com a massa escura do arvoredo e de parte do céu nublado. Na comparação com as correspondentes obras de Gregório Lopes, revela-se neste caso uma maior agitação, uma triangulação da composição e angulosidade das formas, assim como um contraste mais nítido entre a impassibilidade de Cristo e a agitação dos soldados o que é próprio do Mestre de Abrantes.:177-178

### São Tiago Maior

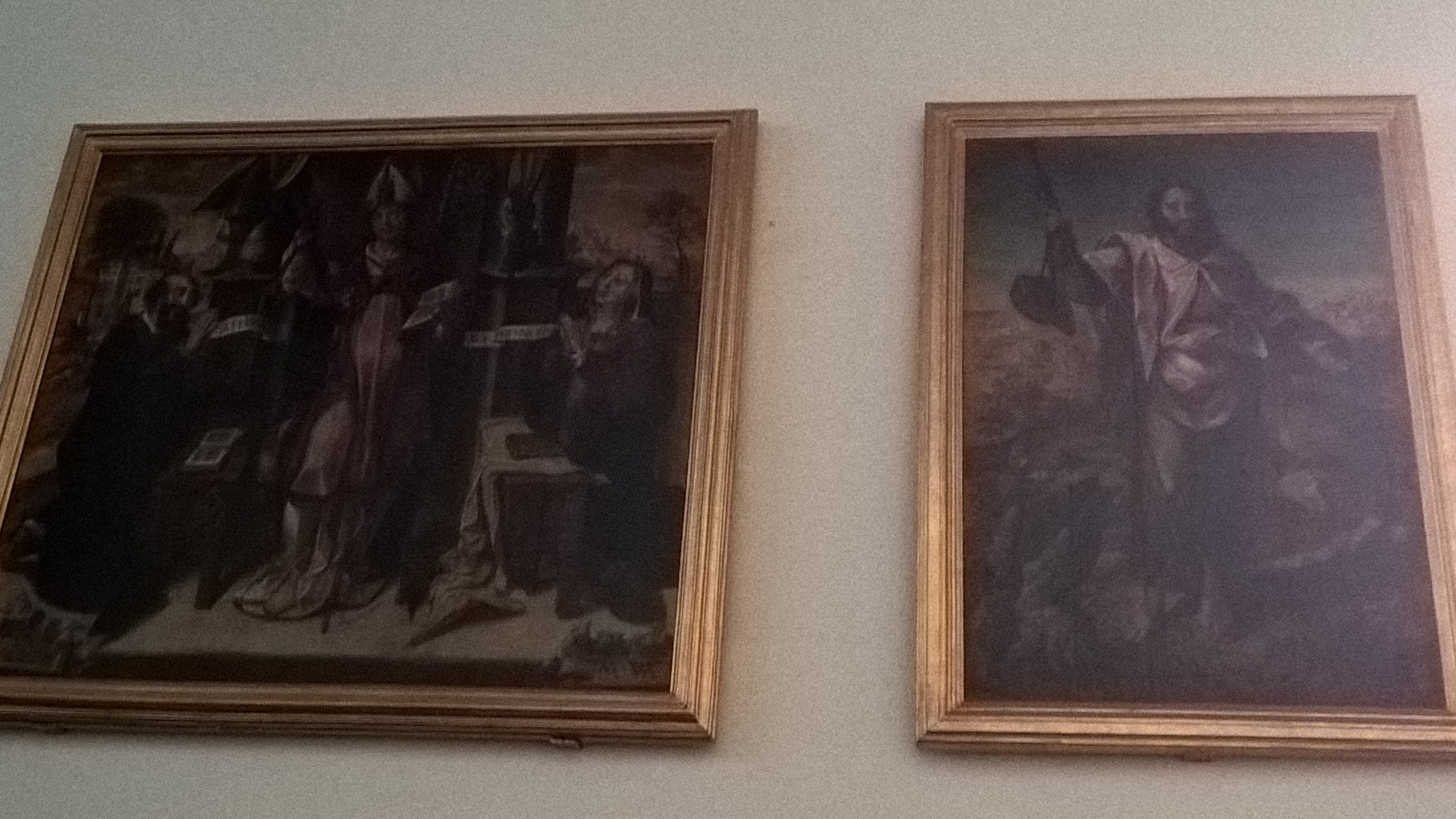
S. Brás e os Doadores e São Tiago Maior (c. 1550-60), do Mestre de Abrantes, na Igreja S. Brás, no Arco da Calheta.

São Tiago Maior é uma pintura a óleo sobre madeira com cerca de 120 cm de altura e 75 cm de largura de cerca de 1550-60, que faz parte do Políptico do Arco da Calheta e representa o apóstolo, santo e mártir cristão São Tiago Maior.:184
Este quadro, com dimensões idênticas ao anterior, parece provir de um mesmo conjunto. É de todos aquele que apresenta maior dificuldade de observação, por estar colocado a grande altura e longe do coro.
O santo (fig. 139), de pé, tem uma capa vermelha ampla com uma gola abotoada que, ao prender, deixa à frente numa abertura triangular semelhante à de S. Roque (série da sacristia de Santa Cruz de Coimbra), e cuja ponta esvoaça em pregas angulosas. Segura na mão direita o bordão e o chapéu de peregrino e a mão esquerda está aberta.
Parece ter como modelo mais próximo o S. Paulo de Gregório Lopes existente na Sé de Évora, com o qual tem afinidades no rosto, nos gestos, na volumetria das vestes e na noção de espaço. Há pormenores em comum que surgem invertidos, como a posição da mão aberta e o tronco de árvore morta junto ao santo, de formas caprichosamente modeladas, que as gravuras de Dürer tornaram familiares. Uma paisagem montanhosa
espraia-se até um caminho que serpenteia ao fundo e, mais ao longe, avista-se uma cidade.
Tal como o anterior painel, este São Tiago parece poder ser acrescentado à lista, sujeita a confirmação, das atribuições ao Mestre de Abrantes. Englobadas seguramente na esteira de Gregório Lopes as pinturas da matriz do Arco da Calheta podem contribuir para o alargar as hipóteses de estudo do campo ainda restrito de actividade ao Mestre de Abrantes, ainda que com a limitação de tratar-se de um elenco de obras sem unidade temática, sem indicação de proveniência e desprovidas de apoio documental.:184-185

### Santa Catarina

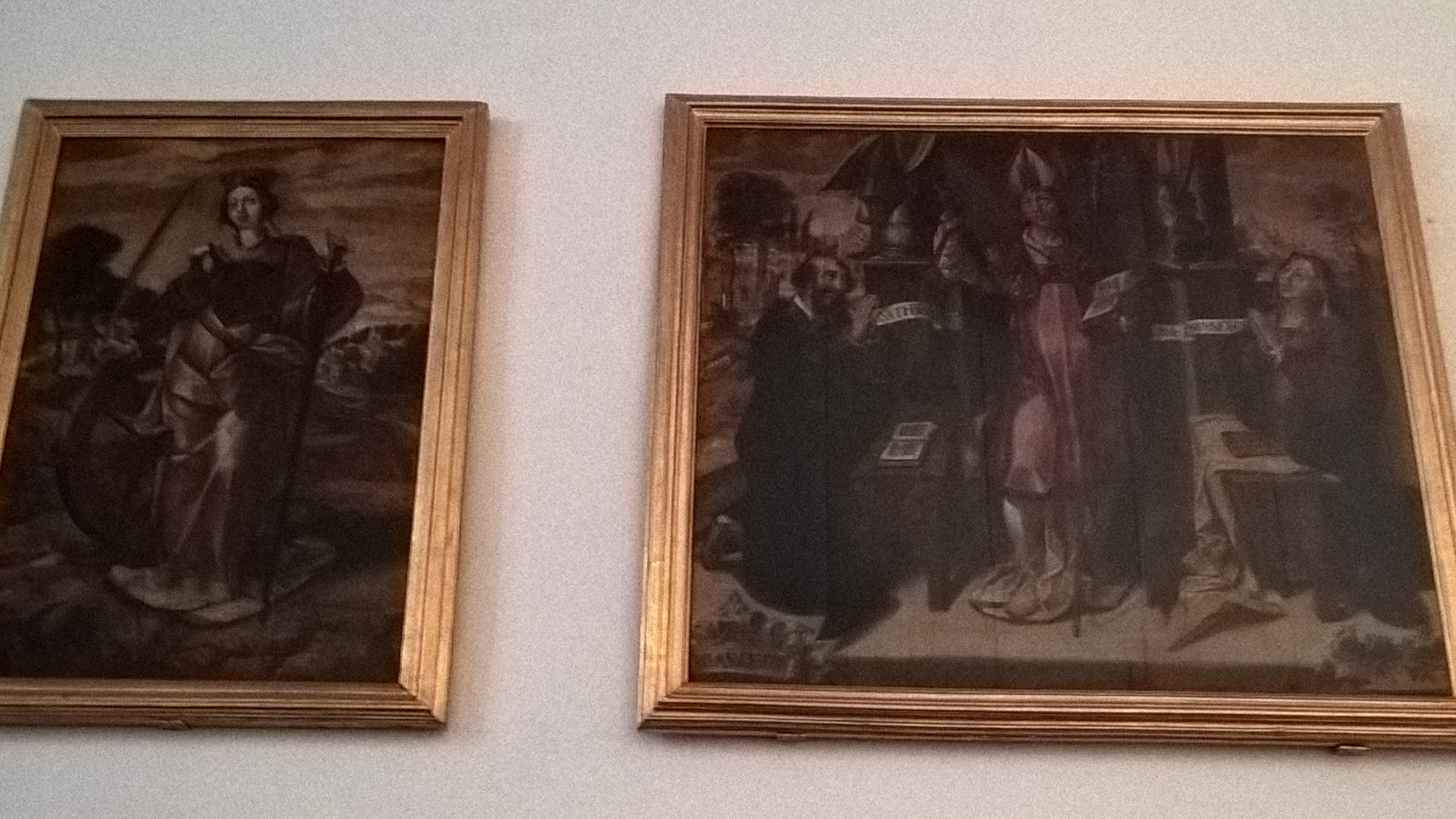
Santa Catarina e S. Brás e os Doadores (c. 1550-60), do Mestre de Abrantes, na Igreja S. Brás, no Arco da Calheta.

Santa Catarina é uma pintura a óleo sobre madeira com cerca de 120 cm de altura e 75 cm de largura de cerca de 1550-60, que faz parte do Políptico do Arco da Calheta e representa a santa e mártir cristã Catarina de Alexandria.:183
Santa Catarina de Alexandria está de pé, ao centro do quadro, de olhos levantados em expressão de êxtase, numa postura serpentinada, havendo agitação e angulosidade das vestes que deixam adivinhar a delineação das pernas. Está ricamente vestida como é usual na sua iconografia pois tratava-se de uma princesa. Usa uma saia ampla e corpete justo de decote em quadrado sobre um blusa de renda, com gola folhada presa com fita. As mangas tufadas são ornamentadas no ombro e punho também é folhado. Um manto sobre o ombro confere amplitude à figura. Tem um cabochão suspenso de uma cadeia de ouro e uma coroa, tendo os usuais atributos da espada, da palma e da roda.:183-184
A Santa tem em volta um chão pedregoso e em fundo há arvoredo e casario com edifícios mais arcaicos que os dos outros quadros do Políptico. A torre à esquerda evoca pelo volume e janelas a do Calvário de Abrantes.:183-184
Segundo Isabel Santa Clara, o tratamento da renda, com um tracejado branco que mantém a transparência do tecido, é semelhante ao de S. Luís de França de Gregório Lopes, ainda que menos apurado. Nos pormenores, o traje evoca os de Santa Margarida e de Santa Catarina das predelas do Políptico do Convento do Paraíso, ou o de Santa Auta do Retábulo de Santa Auta, mas o delinear da figura está mais próxima das da Visitação da Misericória de Abrantes.:183-184
Ainda para Isabel Santa Clara, não tendo sido encontrada documentação sobre a proveniência desta pintura, e ainda que pareça ter pertencido ao mesmo conjunto de S. Tiago e não ser frequente as pinturas transitarem de igreja ou de freguesia, coloca a hipótese de ter vindo de uma extinta capela de Santa Catarina, na Calheta, que havia sido criada por Rodrigo Anes, escudeiro do infante D. Henrique.:183-184

### S. Brás e os Doadores
S. Brás e os Doadores é uma pintura a óleo sobre madeira com cerca de 120 cm de altura e 140 cm de largura de cerca de 1550-60, que faz parte do Políptico do Arco da Calheta e representa o Santo a que a Igreja Matriz do Arco da Calheta está dedicada e o casal que deve ter encomendado a obra.:180
São Brás está representado de pé, no centro de um nicho com colunas clássicas assentes em altos socos decorados com grotescos, de luvas vermelhas e usando sobre estas vários anéis, abençoando com a mão direita e com a esquerda segurando um livro aberto e o báculo que tem encostado a si. O livro que segura apresenta o texto marcado por grossas linhas a negro, exceptuando uma a vermelho, com o corte das folhas pintado a dourado e ao centro um fecho metálico. A figura do santo segue a de Santo Ambrósio da série de pinturas existente em Runa.
Os dois doadores encontram-se ajoelhados em cada lado da composição, havendo cortinas do nicho do Santo levantadas de forma não simétrica e situadas entre eles e o Santo. O Doador está sobriamente vestido de escuro com uma gola branca e punhos folhados tendo à sua frente um livro de orações aberto pousado sobre um genuflexório. Com encadernação preta e corte das folhas pintado a ouro, o livro apresenta um “texto” a negro. A letra inicial do fólio direito parece ser «G» e o subtítulo está pintado a vermelho, vendo-se ainda marcadores, um vermelho e três dourados, para assinalar as passagens mais importantes. A Doadora  tem a cabeça coberta com uma mantilha e um véutransparente que lhe envolve o rosto e também tem um livro, mas fechado, sobre o genuflexório que está coberto por uma toalha branca, que cai em pregas quebradas, característico do Mestre de Abrantes. Este livro tem uma encadernação de couro, com o corte das folhas pintados a dourado, e com dois fechos metálicos em forma de coroa.
O livro tem um peso cultural e uma carga ideológica caracterizando hábitos e costumes, reflectindo a imagem de quem o lê ou o possui. Nesta pintura, as três figuras surgem retratadas com um livro, mas a forma como este é apresentado indica a hierarquia de cada uma. Primeiro o Santo, depois o Doador, cuja posição é dada pelo livro aberto, com o poder e o conhecimento de ler a palavra sagrada, e finalmente a Doadora com o livro  fechado, pois, segundo Maria Helena Carvalho Santos, "as mulheres como primeiras educadoras não deveriam ser ignorantes".
Uma filactera com a inscrição "SÃTI BRAZ ORA PRO NOBIS" rodeia o Santo sendo segura nas pontas pelos Doadores. Aos cantos, estão colocadas cartelas maneiristas com elementos entrelaçados e enrolados ao gosto de Antuérpia, dando a impressão de ter sido acrescentadas a posteriori (pois seguem uma linguagem decorativa diferente da utilizada nos grotescos), onde se lêem os nomes: "BRAS FERREIRA"(?) e "M. VAZ".:180-183
Não é consensual a leitura dos nomes inscritos nas cartelas, além de que é possível terem sido colocadas em data posterior à pintura original. O da doadora «M. VAZ» está bem visível, e o primeiro nome do doador, «BRAS», é muito claro, mas o segundo nome é de difícil leitura. De qualquer modo, sabe-se que Brás Ferreira morre em 1493, numa data muito anterior à pintura do quadro pelo que não poderia ter sido ele a encomendá-lo.:180-183
Para Isabel Santa Clara, na pintura portuguesa, são raros os casos de retratos de doadores representados na posição destes, ajoelhados num genuflexório, frente a frente, indiciando o importante estatuto social de donos da "grossa fazenda" referida por Gaspar Frutuoso. Não esclarecendo os documentos conhecidos quem teria encomendado esta pintura, nem quando, sabe-se que Mécia Vaz, em 1520, já viúva e idosa, entregou a administração da capela a um seu cunhado e sobrinho referindo o documento uma disputa que tinha com Felipa de Freitas, viúva do 1º administrador, que por ser «parenta do capitão e pessoa poderosa» a queria desapossar de toda a fazenda da capela. Isabel Santa Clara questiona se esta pintura seria uma espécie de desagravo relativo a esta disputa.:183